# Jordaniens Davis Cup-lag
Jordaniens Davis Cup-lag styrs av jordanska tennisförbundet och representerar Jordanien i tennisturneringen Davis Cup, tidigare International Lawn Tennis Challenge. Jordanien debuterade i sammanhanget 1989 och spelade i Europa-Afrikazonens Grupp II fram till 1993, men tog sig aldrig förbi första omgången.